# Megaselia austera
Megaselia austera är en tvåvingeart som beskrevs av Schmitz 1929. Megaselia austera ingår i släktet Megaselia och familjen puckelflugor. Inga underarter finns listade i Catalogue of Life.